# Chertsey (Royaume-Uni)
Pour les articles homonymes, voir Chertsey.
Chertsey est une ville du Royaume-Uni située dans le Comté de Surrey au sud-est de l'Angleterre. Localisée nord-ouest et sud-ouest de la confluence de la Tamise et de la rivière ou fleuve Bourne (en), Chertsey est reliée à Londres et les lieux de travail satellites, initialement par l'autoroute M25, mais aussi grâce à l'aéroport de Londres Heathrow. D'après un recensement réalisé en 2011, la commune compte 15 967 habitants.  Elle est dans le district de Runnymede, dont le chef-lieu est Addlestone, attenent.

## Histoire
Chertsey est l'une des plus anciennes villes d'Angleterre documentée, puisqu'il faut attendre l'an 666 pour voir la construction d'un monastère bénédictin, l'abbaye de Chertsey, fondé par Erkenwald alors évêque de Londres, pour retrouver les traces de la fixation d'une population. Car c'est autour de ce centre religieux que plusieurs bâtisses furent élevées et que la ville se développa. Au Xe siècle, les Danois mettent à sac la ville.  L'église assez magnifique, vêtue de pierre claire, est en partie du Moyen Âge, surtout sa tour, et bien que faisant face à la rue principale elle était directement liée à l'ancienne abbaye derrière, en ruines absolues.
À la fin du XVIIIe siècle, un pont est édifié pour enjamber la Tamise, une construction encore utilisée de nos jours.

## Transports
Le chemin de fer de Chertsey remonte au temps de la London and Southampton Railway (en). La gare de Chertsey fut ouverte le 14 février 1848. La gare actuelle est encore située à l'ouest d'un passage à niveau, sur l'emplacement de la gare d'origine ; ouverte depuis 10 octobre 1866, elle dépendait de la London and South Western Railway (en). Cette ligne est électrifiée depuis le 3 janvier 1937, la Southern Railway ayant posé un troisième rail pour le transport du courant. La ville possède centralement cette gare sur un petit chemin de fer tout latéral; juste  à deux arrêts de train au sud, est, cependant, une connexion relativement rapide à Londres-Waterloo, depuis Weybridge.

## Personnalités liées à Chertsey

### Naissance à Chertsey
- George Abecassis (1913-1991), pilote automobile de Formule 1 ayant fait plusieurs apparitions aux 24 Heures du Mans au début des années 1950.
- Helen Macdonald (1970-), romancière
- Ian Selley (1974-), footballeur international espoir anglais.
- Sean Lock (1963-2021), humoriste britannique.
- Ian Khama (1953-), homme politique botswanais.
- Josh Bowler (1999-), footballeur anglais

### Décès à Chertsey
- Cecil Burton (1887-1971), joueur anglais de cricket.
- Antony Trew, écrivain, y est mort en 1996.